# Yucca arkansana
Yucca arkansana es una especie de planta de la familia de las asparagáceas.

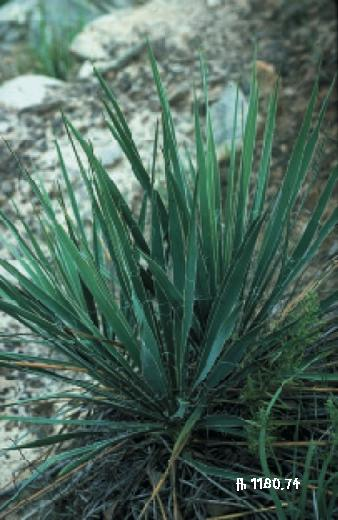
Vista de la planta

## Distribución y hábitat
Es nativa de Texas, Oklahoma, Arkansas, Missouri y Kansas.  Por lo general crece en grava, lugares soleados como afloramientos rocosos, praderas, etc.

## Descripción
Yucca arkansana es uno de los miembros más pequeños del género Yucca, casi sin tallo o con un vástago de no más de 15 cm de altura. Las flores son de color blanco verdoso, transmitidas en un  tallo floral de hasta 80 cm  de altura.

## Taxonomía
Yucca arkansana fue descrito por William Trelease y publicado en Annual Report of the Missouri Botanical Garden 13: 63–64. 1892.
Etimología
Yucca: nombre genérico que fue nombrado por Carlos Linneo y que deriva por error de la palabra taína: yuca (escrita con una sola "c").
arkansana: epíteto geográfico que alude a su localización en Arkansas.
Sinonimia
- Yucca angustifolia var. mollis Engelm.
- Yucca arkansana var. paniculata McKelvey
- Yucca glauca var. mollis Engelm. ex Branner & Coville
- Yucca louisianensis var. paniculata (McKelvey) Shinners	[10][11]